# Fernando Arribas Campa
Fernando Arribas Campa   (Madrid, 1940 - Madrid, 26 de gener de 2021) és un director de fotografia espanyol. El 1959 va ingressar a l'Institut d'Investigacions i Experiències Cinematogràfiques (ara Escola Oficial de Cinema), on el 1963 es va diplomar en càmera i fotografia com a deixeble de José F. Aguayo i Juan Julio Baena, alhora que influït per l'estil renovador de Luis Cuadrado Encinar i Luis Enrique Torán Peláez. Després va treballar com a reporter gràfic a Triunfo, Nuestro cine i Primer acto i com a professor auxiliar a l'Escola Oficial de Cinema.
Expert en trucatges i efectes òptics especials, va començar el 1963 fent alguns curtmetratges i el 1964 fou segon operador a la pel·lícula Per un grapat de dòlars, tasca que continuà a Oscuros sueños de agosto (1966) i La residencia (1969). El 1969 va debutar com a director de fotografia a Las crueles. Després fou director de fotografia a la televisió i el teatre, col·laborant a les sèries La señora García se confiesa (1976) d'Adolfo Marsillach, Los desastres de la guerra (1982) i La forja de un rebelde (1989). El 1997 fou nomenat president de l'Associació Espanyola d'Autors de Fotografia Cinematogràfica

## Obres

### Llibres
- Fotografía y Cinematografía Tridimensional

### Filmografia (parcial) com a director de fotografia
- 1969: Las crueles.[2]
- 1970: Chicas de club.
- 1973: El love feroz o Cuando los hijos juegan al amor; .
- 1974: Tormento
- 1975: Pim, pam, pum... ¡fuego!
- 1976: La trastienda
- 1976: Les llargues vacances del 36
- 1976: La Corea
- 1978: Un hombre llamado Flor de Otoño
- 1979: La insólita y gloriosa hazaña del cipote de Archidona
- 1983: Truhanes
- 1984: Últimas tardes con Teresa
- 1985: Marbella, un golpe de cinco estrellas.
- 1987: La casa de Bernarda Alba.
- 1987: Divinas palabras
- 1988: Matar al Nani
- 1989: El vuelo de la paloma.
- 1990: Las edades de Lulú
- 1991: Salsa rosa
- 1991: La noche más larga
- 1993: Tirano Banderas
- 1994: El palomo cojo
- 1995: Hermana, ¡Pero qué has hecho?
- 1996: ¿De qué se ríen las mujeres?
- 1997: Memorias del ángel caído
- 2002: El florido pensil
- 2004: Franky Banderas

## Premis
Ha obtingut el Goya a la millor fotografia de 1987 per Divinas palabras. També va obtenir el Prisma de l'AEC per Tirano Banderas (1994) i el Bronze de l'AEC per El palomo cojo.